# Sint-Benedictuskerk (Freising)
De Sint-Benedictuskerk (Duits: Benediktuskirche) is een rooms-katholieke kerk op de domberg in het Beierse Freising. De kerk ligt ten oosten van de Maria- en Corbinianusdom en is via de kruisgang, die door het achterste deel van de kerk voert, te bereiken. Slechts een gietijzeren hek uit 1716 scheidt de kerk van de kruisgang.

## Geschiedenis
Met de bouw van de huidige kerk werd in 1347 in opdracht van de proost Otto von Maxlrain begonnen. Eind 14e eeuw begin 15e eeuw werd de gehele kerk van gebrandschilderde ramen voorzien. Tot de 18e eeuw bleven de ramen behouden maar slechts het middelste raam van het koor heeft de tijd overleefd. In 1716 werd de gotische kerk door Nikolaus Liechtenfurtner van stucwerk voorzien.
Het originele schilderij van het hoogaltaar van Christopher Paudiß uit 1655 met de voorstelling "Verdrijving van de handelaren uit de tempel" hangt tegenwoordig in het dommuseum. In het noordelijk zijschip hangt het schilderij "Onthoofding van Johannes de Doper" van Andreas Wolff.

## Afbeeldingen

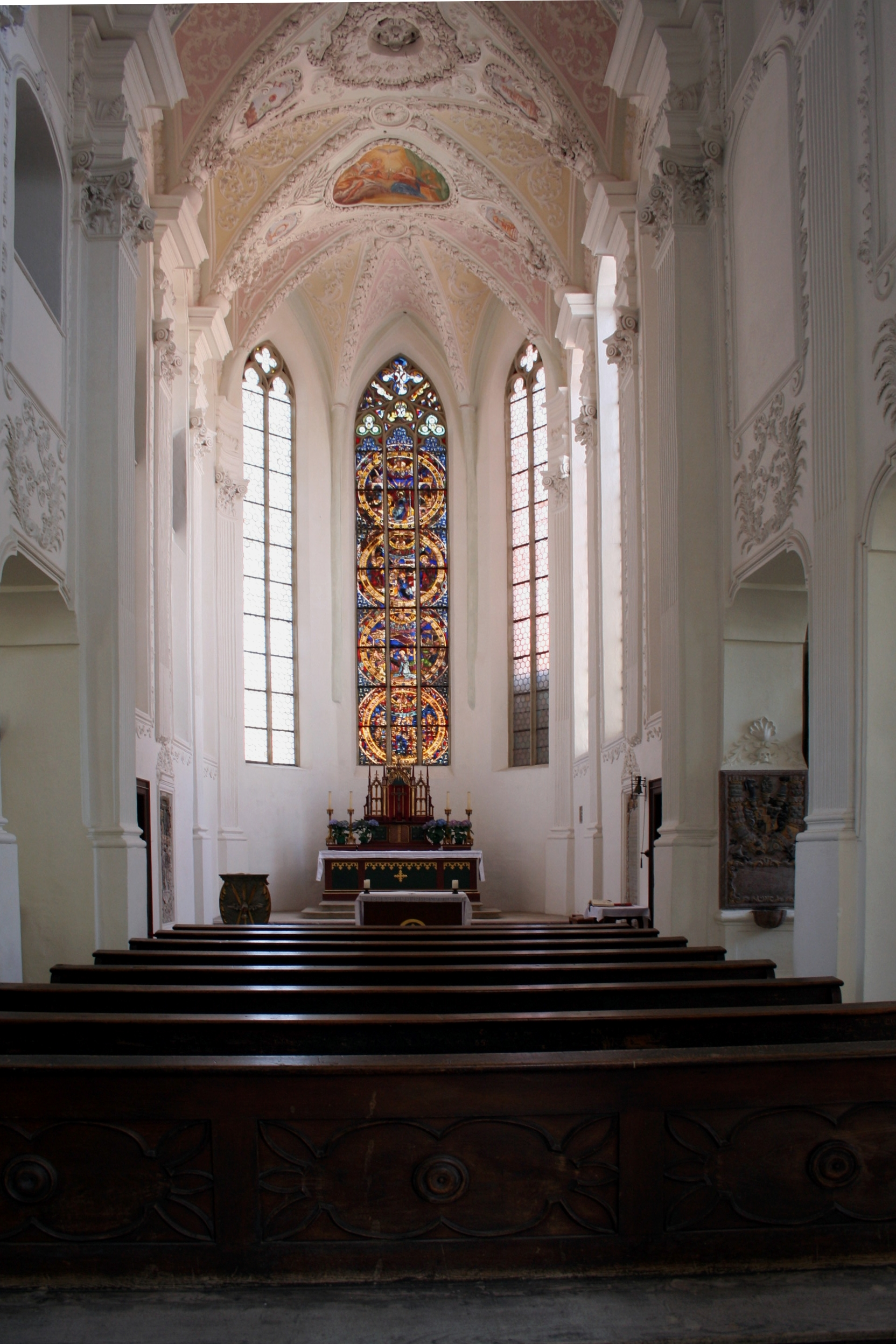
Interieur
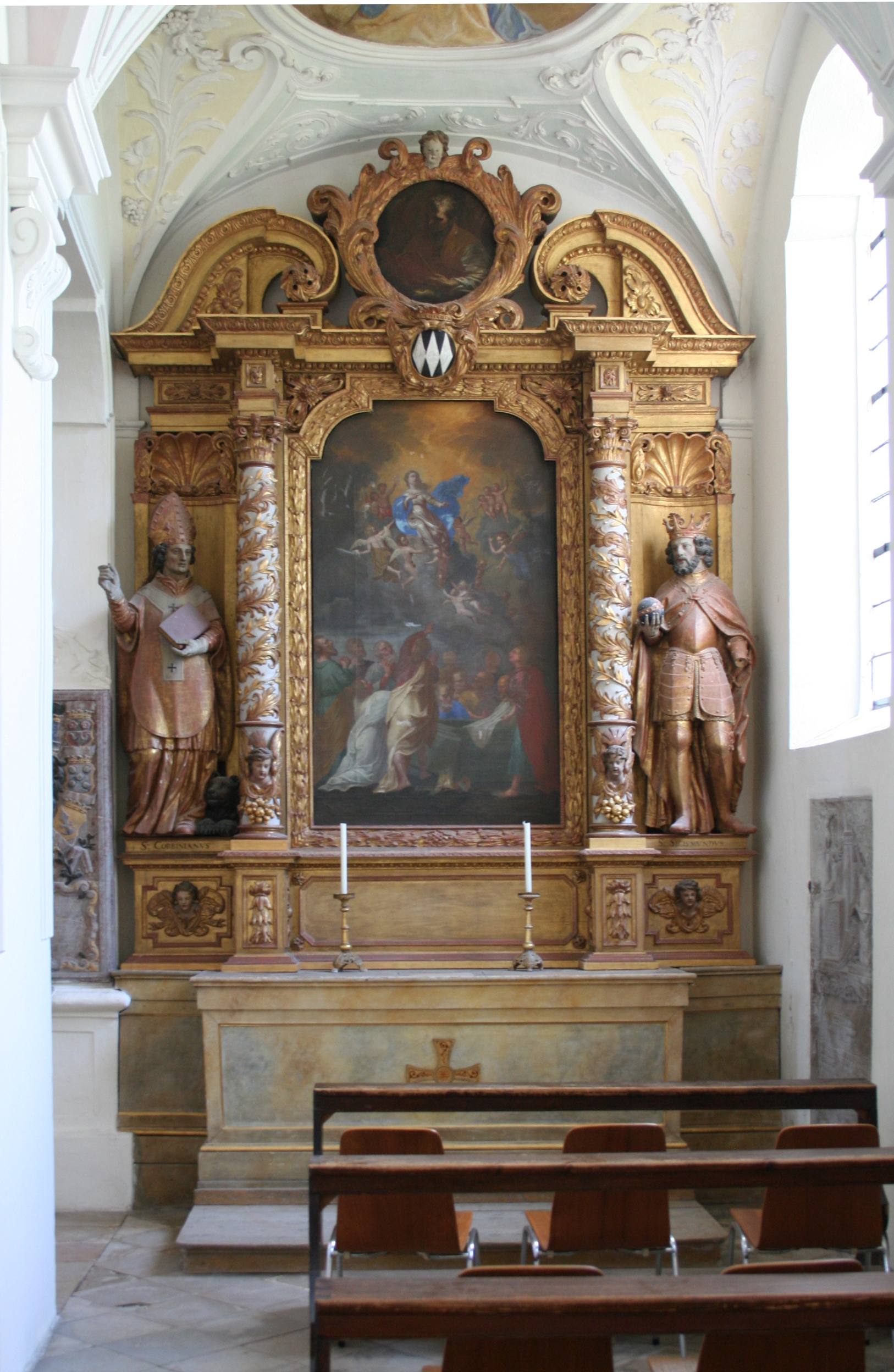
Zuidelijk zijaltaar
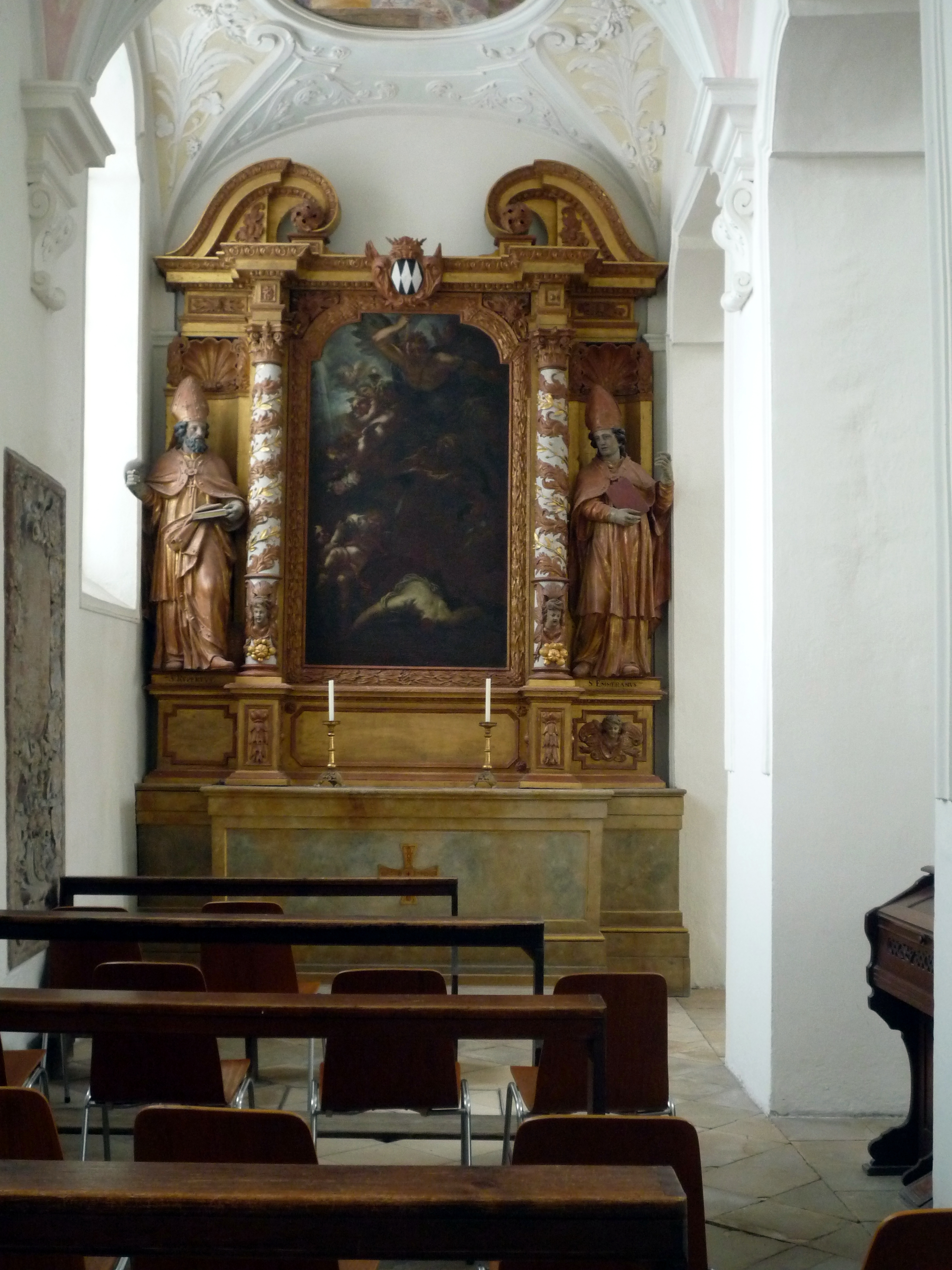
Noordelijk zijaltaar